# Стеванович, Александар
Алекса́ндар Стева́нович (серб. Александар Стевановић; 16 февраля 1992, Эссен, Германия) — сербский футболист, имеющий паспорт Германии, полузащитник. Старший брат Александара Предраг также футболист, играл в «Вердере».

## Карьера
В 2008 году Александар начал играть в молодёжном турнире в составе «Рот-Вайсса» из Эссена. После перехода в 2009 году в «Шальке 04» продолжил эти выступления. В июле 2011 Стеванович, через полгода после брата, подписал контракт с «Вердером».
В Бундеслиге дебютировал 11 ноября 2011 года, в матче 13-го тура против мёнхенгладбахской «Боруссии», выйдя на замену на 78-й минуте вместо Аарона Ханта.
Затем полгода Александар не играл из-за разрыва крестообразных связок и вернулся на поле в конце апреля 2012 года.

## Статистика
| Клуб              | Сезон             | Чемпионат | Чемпионат | Кубок | Кубок | Еврокубки | Еврокубки | Итого | Итого |
| Клуб              | Сезон             | Игры      | Голы      | Игры  | Голы  | Игры      | Голы      | Игры  | Голы  |
| ----------------- | ----------------- | --------- | --------- | ----- | ----- | --------- | --------- | ----- | ----- |
| Вердер            | 2011/12           | 3         | 0         | 0     | 0     | 0         | 0         | 3     | 0     |
| Всего за «Вердер» | Всего за «Вердер» | 3         | 0         | 0     | 0     | 0         | 0         | 3     | 0     |
| Всего за карьеру  | Всего за карьеру  | 3         | 0         | 0     | 0     | 0         | 0         | 3     | 0     |

(откорректировано по состоянию на 6 мая 2012)